# Kilpisaari (ö i Päijänne-Tavastland)
Kilpisaari är en ö i Finland.   Den ligger i kommunen Lahtis i den ekonomiska regionen  Lahtis ekonomiska region  och landskapet Päijänne-Tavastland, i den södra delen av landet, 110 km nordost om huvudstaden Helsingfors. Kilpisaari ligger i sjön Arrajärvi.